# Piazza Albania
Piazza Albania è una piazza di Roma situata lungo viale Aventino, poco distante da porta San Paolo, alle pendici del colle Aventino.

## Storia
La piazza nacque con il piano regolatore del 1883, dove si prevedeva tra l'altro l'edificazione dell'intero colle Aventino, l'ampliamento dell'edificazione a Testaccio, verso la via Marmorata, e nel rione di San Saba. Si trattava di un comprensorio rimasto fino ad allora sostanzialmente agricolo e pochissimo abitato, il che rese possibile il tracciamento pressoché rettilineo degli attuali viale Aventino e via della Piramide Cestia.
Chiamata in principio Piazza Raudusculana, in quanto situata dove anticamente era la Porta Raudusculana, la piazza cambia nome il 4 luglio 1940, diventando Piazza Albania, per commemorare l'annessione dell'Albania al Regno d'Italia, avvenuta l'anno precedente.
Sulla piazza, vertice di un vasto triangolo lasciato a verde (oggi detto "Parco della Resistenza dell'8 settembre"), sorgono edifici costruiti fra gli anni 1930 e 1960, e al centro il monumento equestre a Giorgio Castriota Scanderbeg, eroe nazionale albanese del XV secolo, opera dello scultore Romano Romanelli.
Il lato della piazza dove digrada l'Aventino fu occupato negli anni 1960 da un ampio insieme di edifici di proprietà della Banca Nazionale del Lavoro. Nella riorganizzazione dei cespiti seguita all'acquisizione di BNL da parte di BNP Paribas per questi immobili - destinati in origine ad uffici - è stata progettata una totale riconversione in edilizia residenziale di lusso. Le attività di ristrutturazione, iniziate nel 2014, hanno portato alla luce ambienti e mosaici di una domus di II - III secolo.